# 维旺迪游戏
维旺迪游戏是法国维旺迪集团旗下的全资子公司，同时它也是雪乐山和暴雪娱乐的母公司。维旺迪集团于2000年并购环球影业之后，建立了维旺迪游戏的前身维旺迪環球游戏，在这次重组之前，维旺迪游戏的名称是环球互动工作室。
维旺迪游戏拥有《魔兽争霸》、《星际争霸》、《暗黑破坏神》和《魔兽世界》（由暴雪娱乐开发），以及其他类似《地球帝国》、《花花公子拉瑞》、《地面控制》、《部落》和《古惑狼》、《小龙斯派罗》（属于雪乐山娱乐）等游戏的发行权。现在已与美国动视公司合并，成为动视暴雪公司。

## 历史
维旺迪游戏的历史从1996年2月开始。雪乐山娱乐被CUC International整体收购。总部设在华盛顿州贝尔威塞拉利昂的雪乐山娱乐是一家以开发冒险游戏系列而著名的电脑游戏开发和出版商，如《国王密使》、《狩魔猎人》、《宇宙传奇》和《花花公子拉瑞》等都为他们的作品。与此同时CUC International还收购了Davidson & Associates公司，这是一家领先的教育软件的出版商和经销商。它以它的数学解疑之王系列软件而闻名。同时它还组建了它的内部工作室——暴雪娱乐（"Blizzard Entertainment"，1994年收购），发行了《魔兽争霸》、《暗黑破坏神》等著名游戏。
在收购这些公司以后CUC International迅速整合了这两个公司。CUC International宣布在1996年9月设立CUC Software，这家控股公司将CUC的软件公司财务，分销，制造，会计，销售，研发合并和对它们全面管理。
1997年1月CUC Software又收购了Knowledge Adventure公司，并将其与Davidson & Associates公司合并，但是暴雪娱乐被单独拿出来成为 CUC Software的一个部门。1997年CUC Software还收购了Berkeley Systems，一家因《你不知道杰克》闻名的加利福尼亚开发商，将其与雪乐山重组为“雪乐山在线”。
1997年，CUC与HFS Corporation合并重组为圣达特集团，而CUC在合并之前明显有造假账的行为，之后六个月的财务丑闻引起了广泛的讨论，圣达特集团的股价因此下跌了80%。该公司出售了其消费软件业务，其中包括雪乐山和暴雪，法国出版商哈瓦斯集团1998年并购了它们，同年维旺迪买下了哈瓦斯，重组形成“维旺迪环球游戏”。
2004年，维旺迪环球游戏将Knowledge Adventure部门出售给了私人投资者。维旺迪在2006年奥运会成立了一个新的移动部门——“维旺迪游戏手机”，在2006年通过移动运营商和门户开始出版和发行游戏。
2007年11月，维旺迪游戏和游戏开发商美国动视宣布合并，成立动视暴雪。2008年7月，合并顺利完成。动视暴雪现在运营着“维旺迪环球”的游戏部门。

## 部门划分

### 环球互动工作室
环球影城这个1994年1月4日成立的前工作室出售给维旺迪。这个工作室因开发《古惑狼》、《小龙斯派罗》等游戏而闻名。2001年左右，世界互动工作室将名字缩写为「環球互动」（"Universal Interactive"）。 2003年后，環球互动被改称「维旺迪环球游戏」。

### 暴雪娱乐
暴雪娱乐是世界闻名的游戏工作室，它们开发了星际争霸系列、魔兽争霸系列（包括《魔兽世界》）、暗黑破坏神系列等经典游戏。《魔兽世界》是一款最流行的MMORPG，它拥有超过1000万游戏玩家。

### 雪乐山娱乐
雪乐山娱乐为游戏机，手持游戏设备和个人电脑开发和出版软件。雪乐山娱乐开发的游戏包括《极度恐慌》、《疤面煞星》和《冰河世纪》。
位于加利福尼亚州洛杉矶的雪乐山娱乐拥有员工超过700人，发展和拥有四个全资工作室：High Moon Studios、Radical Entertainment、Swordfish Studios和Massive Entertainment，它们为雪乐山娱乐提供游戏方面的创新人才和在多个游戏类型上的开发能力。随着维旺迪游戏与美国动视，雪乐山娱乐被关闭，Swordfish Studios和Massive Entertainment两个工作室也遭出售。

### 雪乐山在线
雪乐山在线是一个新成立的部门，专注于在电脑、Xbox Live Arcade和一系列其他平台上开发和出版高品质的休闲网络游戏。
雪乐山在线的游戏包括屡获殊荣的Xbox Live Arcade游戏——《突击英雄》，以及《街头篮球》，一个由韩国领先开发商巴埃纳娱乐公司开发的在线游戏。
该部门还针对大众市场开发了各种其他的Xbox Live Arcade和PC网络游戏。

### 维旺迪手机游戏
维旺迪手机游戏是维旺迪游戏新成立的部门，负责为全球移动通信市场创造和出版游戏。该部门出版游戏在乐雪山娱乐的原有的经典游戏知识产权基础上开发游戏。
维旺迪手机游戏已经推出了多项获奖的作品，包括在2006年12月被皮克斯电视台授予“最佳无线游戏奖”的《霹雳小组》。
维旺迪手机游戏于2009年关闭。